# ساوث ألامو (تكساس)
ساوث ألامو (بالإنجليزية: South Alamo CDP, Texas)‏ هي منطقة سكنية تقع بولاية تكساس في الولايات المتحدة. تبلغ مساحتها 5.2 كم2، وترتفع عن سطح البحر 29 م، بلغ عدد سكانها 3,361 نسمة في عام 2010 حسب إحصاء مكتب تعداد الولايات المتحدة وتصل الكثافة السكانية فيها 646.3 نسمة لكل كيلومتر مربع (1,673.9/ميل2).

## التركيبة السكانية
حدّد مكتب تعداد الولايات المتحدة بيانات التركيبة السكانية لساوث ألامو في تعداد الولايات المتحدة. في ما يلي، التركيبة السكانية حسب تعدادي 2000 و2010.

### تعداد عام 2000
بلغ عدد سكان ساوث ألامو 3,101 نسمة بحسب تعداد عام 2000، وبلغ عدد الأسر 649 أسرة وعدد العائلات 609 عائلة مقيمة في المنطقة السكنية. في حين سجلت الكثافة السكانية 596.3 نسمة لكل كيلومتر مربع (1,544.4/ميل2). وبلغ عدد الوحدات السكنية 703 وحدة بمتوسط كثافة قدره 135.2 لكل كيلومتر مربع (350.2/ميل2).
وتوزع التركيب العرقي للمنطقة السكنية بنسبة 97.07% من البيض و0.19% من الأمريكيين الأفارقة و0.29% من الأمريكيين ذوي الأصول الآسيوية و1.68% من الأعراق الأخرى و0.77% من عرقين مختلطين أو أكثر و98.39% من الهسبانيون أو اللاتينيون من أي عرق.
بلغ عدد الأسر 649 أسرة كانت نسبة 78.3% منها لديها أطفال تحت سن الثامنة عشر تعيش معهم، وبلغت نسبة الأزواج القاطنين مع بعضهم البعض 76.6% من أصل المجموع الكلي للأسر، ونسبة 12.3% من الأسر كان لديها معيلات من الإناث دون وجود شريك،  بينما كانت نسبة 4.9% من الأسر لديها معيلون من الذكور دون وجود شريكة وكانت نسبة 6.2% من غير العائلات. تألفت نسبة 4.8% من أصل جميع الأسر من عدة أفراد يعيشون في نفس المنزل ونسبة 1.8% كانت تتألف من شخص يعيش بمفرده يبلغ من العمر 65 عاماً أو أكثر. وبلغ متوسط حجم الأسرة المعيشية 4.78، أما متوسط حجم العائلات فبلغ 4.92.
بلغ العمر الوسطي للسكان 20.1 عاماً. وكانت نسبة 45.6% من القاطنين تحت سن الثامنة عشر، وكانت نسبة 11.6% بين الثامنة عشر والرابعة والعشرين عاماً، ونسبة 28.5% كانت واقعةً في الفئة العمرية ما بين الخامسة والعشرين والرابعة والأربعين عاماً، ونسبة 10.9% كانت ما بين الخامسة والأربعين والرابعة والستين، ونسبة 3.3% كانت ضمن فئة الخامسة والستين عاماً فما فوق. يوجد لكل 100 أنثى 104.1 ذكر، ويوجد لكل 100 أنثى في الثامنة عشر من عمرها فما فوق 103.9 ذكر.
بلغ متوسط دخل الأسرة في المنطقة السكنية 13,906 دولارًا، أما متوسط دخل العائلة فبلغ 14,598 دولارًا. وكان متوسط دخل الذكور 14,944 دولارًا مقابل 11,094 دولارًا للإناث. وسجل دخل الفرد الخاص بالمنطقة السكنية 3,162 دولارًا. وكانت نسبة 66.2% من العائلات ونسبة 69.2% من السكان تحت خط الفقر، وكان من هؤلاء نسبة 76.8% تحت سن الثامنة عشر ونسبة 75.9% في الخامسة والستين من العمر وما فوق.

### تعداد عام 2010
بلغ عدد سكان ساوث ألامو 3,361 نسمة بحسب تعداد عام 2010، وبلغ عدد الأسر 736 أسرة وعدد العائلات 669 عائلة مقيمة في المنطقة السكنية. في حين سجلت الكثافة السكانية 646.3 نسمة لكل كيلومتر مربع (1,673.9/ميل2). وبلغ عدد الوحدات السكنية 785 وحدة بمتوسط كثافة قدره 151 لكل كيلومتر مربع (391.1/ميل2).
وتوزع التركيب العرقي للمنطقة السكنية بنسبة 96.04% من البيض و0.03% من الأمريكيين ذوي الأصول الآسيوية و3.78% من الأعراق الأخرى و0.15% من عرقين مختلطين أو أكثر و99.02% من الهسبانيون أو اللاتينيون من أي عرق.
بلغ عدد الأسر 736 أسرة كانت نسبة 68.8% منها لديها أطفال تحت سن الثامنة عشر تعيش معهم، وبلغت نسبة الأزواج القاطنين مع بعضهم البعض 64.9% من أصل المجموع الكلي للأسر، ونسبة 17.9% من الأسر كان لديها معيلات من الإناث دون وجود شريك،  بينما كانت نسبة 8% من الأسر لديها معيلون من الذكور دون وجود شريكة وكانت نسبة 9.1% من غير العائلات. تألفت نسبة 6.5% من أصل جميع الأسر من عدة أفراد يعيشون في نفس المنزل ونسبة 1.8% كانت تتألف من شخص يعيش بمفرده يبلغ من العمر 65 عاماً أو أكثر. وبلغ متوسط حجم الأسرة المعيشية 4.57، أما متوسط حجم العائلات فبلغ 4.75.
بلغ العمر الوسطي للسكان 23.3 عاماً. وكانت نسبة 38.5% من القاطنين تحت سن الثامنة عشر، وكانت نسبة 14.1% بين الثامنة عشر والرابعة والعشرين عاماً، ونسبة 24.6% كانت واقعةً في الفئة العمرية ما بين الخامسة والعشرين والرابعة والأربعين عاماً، ونسبة 18% كانت ما بين الخامسة والأربعين والرابعة والستين، ونسبة 4.8% كانت ضمن فئة الخامسة والستين عاماً فما فوق. وتوزع التركيب الجنسي للسكان بنسبة 50.4% ذكور و49.6% إناث.